# Holger Gustavsson
Holger Gustavsson, även stavad Gustafsson, var en svensk fotbollsspelare (anfallare).
Gustavsson spelade 3 matcher (3 mål) för Gais i division II 1939/1940, och sedan ytterligare 7 matcher (inga mål) för Gais i Allsvenskan 1943/1944. Däremellan spelade han för IK Virgo. Senast 1946 återvände han till Virgo.